# Colt M1911
M1911 er en halvautomatisk pistol, i kaliber .45 ACP, og produceret af Colt's Manufacturing Company. Den er designet af John Browning, og var standard tjenestepistol for amerikanske militære styrker fra 1911 til 1985. Den blev brugt under 1. verdenskrig, 2. verdenskrig, Koreakrigen og Vietnamkrigen. I 1924 blev designet forbedret, og den blev indført som M1911A1. I alt indkøbte de amerikanske styrker 2,7 millioner M1911 pistoler mellem 1911 og 1985.
Pistolen er også tilgængelig på det civile marked, også i andre kalibre, så som .38 Super, 9mm parabellum/luger, .400 Corbon.
M1911 er designet ud fra tidligere Colt pistoler i andre kalibre. Den erstattede en del forskellige pistoler og revolvere i de forskellige amerikanske værn. M1911s design og mekaniske opbygning har været forbillede for de fleste pistoler fra det 20. århundrede, og næsten alle moderne pistoler.
I 1985 blev M1911 udfaset, og erstattet af en 9mm pistol, Beretta 92, med den amerikanske militære betegnelse M9.
| Militær | Spire Denne artikel om militær er en spire som bør udbygges. Du er velkommen til at hjælpe Wikipedia ved at udvide den. |